# Neri Geller
Neri Geller GOMN (Selbach, 7 de novembro de 1968) é um produtor rural, empresário e político brasileiro, filiado ao Republicanos. Foi ministro da Agricultura, Pecuária e Abastecimento e deputado federal pelo Mato Grosso.

## Juventude e formação
Nasceu em Selbach no Rio Grande do Sul. Mudou-se para o Mato Grosso para se tornar produtor rural de milho e soja.
Em sua juventude, exerceu a profissão de catador de raiz e frentista, que teceram base para sua posterior ocupação como produtor rural e empresário de uma rede de postos de combustíveis.
Foi coordenador do núcleo pró soja em Lucas do Rio Verde e, em 2006, liderou protestos contra a política agrícola do Governo Lula, chegando a bloquear ruas em vários estados, movimento que ficou conhecido como Grito do Ipiranga, considerado um divisor de águas no Agronegócio Mato Grossense e que teve seu início na cidade de Ipiranga do Norte.
No ano de 2021, casou-se com Juliana Vieira Geller, coordenadora do movimento Mulheres Progressistas (MT), que promove o fortalecimento e participação das mulheres nos espaços de poder e decisão.

## Carreira política

### Vereador de Lucas do Rio Verde (1997–2005)
Teve como início de sua carreira política a filiação ao Partido da Social Democracia Brasileira (PSDB), tendo sido eleito vereador de Lucas do Rio Verde em 1996 e reeleito em 2000, sendo parte da Coligação União Democrática Luquense (PSDB / PDT / PL).

### Carreira ministerial (2013–2015)
Tomou posse brevemente como presidente do Diretório Regional do PSDB em Mato Grosso, em 2009 e, após se juntar ao PMDB, foi selecionado pelo Antônio Andrade, seu correligionário, para chefiar a Secretaria de Política Agrícola, no Ministério da Agricultura, durante a gestão do ministro Mendes Ribeiro Filho.
Com a renúncia do cargo por parte de Antônio Andrade para a disputa das eleições de 2014, Neri Geller assumiu como ministro da Agricultura para prosseguir o mandato PMDBista na pasta. Foi durante sua gestão que o Brasil consolidou-se como o segundo maior produtor de soja mundial, assumindo o posto de maior produtor no ano de 2020.
"Vivo a agricultura desde a infância. Acredito no segmento para gerar emprego, renda e dar oportunidade de vida às pessoas que precisam"

Neri Geller, em sua posse da Secretário Política Agrícola do Ministério da Agricultura, Pecuária e Abastecimento, 2013.
No ano de 2015, após sua passagem como ministro, voltou a comandar a Secretaria de Política Agrícola.
No ano seguinte, à frente da Secretária, o montante de R$ 1bilhão foi utilizado para financiar o Programa de Incentivo à Inovação Tecnológica na Produção Agropecuária (Inovagro).
Em seu período como Secretário e Ministro, teve como principais realizações de suas gestões a implementação do seguro agrícola com subvenção de R$ 400 milhões de reais ao ano e realização da estruturação portuária da cidade de Miritituba, garantindo uma melhor logística de escoamento de grãos para o mercado externo.
Além disso, foi responsável pelas tratativas que obtiveram êxito em suspender o embargo iraniano à carne brasileira, em 2014. Visitou dezoito países em busca de re-abrir o mercado externo para a carne bovina brasileira após o surto da Aftosa em regiões pecuárias do país. Conseguiu com que a carne fosse aprovada em diversos países e reverteu o quadro de Aftosa por meio de vacinações à carne bovina nacional. Cabe mencionar que, no mesmo ano, também foi suspenso o embargo chinês sob, além da carne pecuária, às pet foods brasileiras.
Adicionalmente, Geller também conseguiu subsídio estadunidense por meio da OMC e garantiu 300 milhões de dólares à agricultores de algodão brasileiro, encerrando uma disputa entre os dois países que perpassou 12 anos.
Dentre suas principais pautas, a liberação e uso de defensivos agrícolas e a modernização da infraestrutura do setor agrícola destacam-se entre as demais.
Em decorrência de seus serviços prestados como ministro, foi condecorado, em junho de 2014, com a Ordem do Mérito Naval, em cerimônia realizada em Brasília.

### Deputado federal (2019–atualidade)

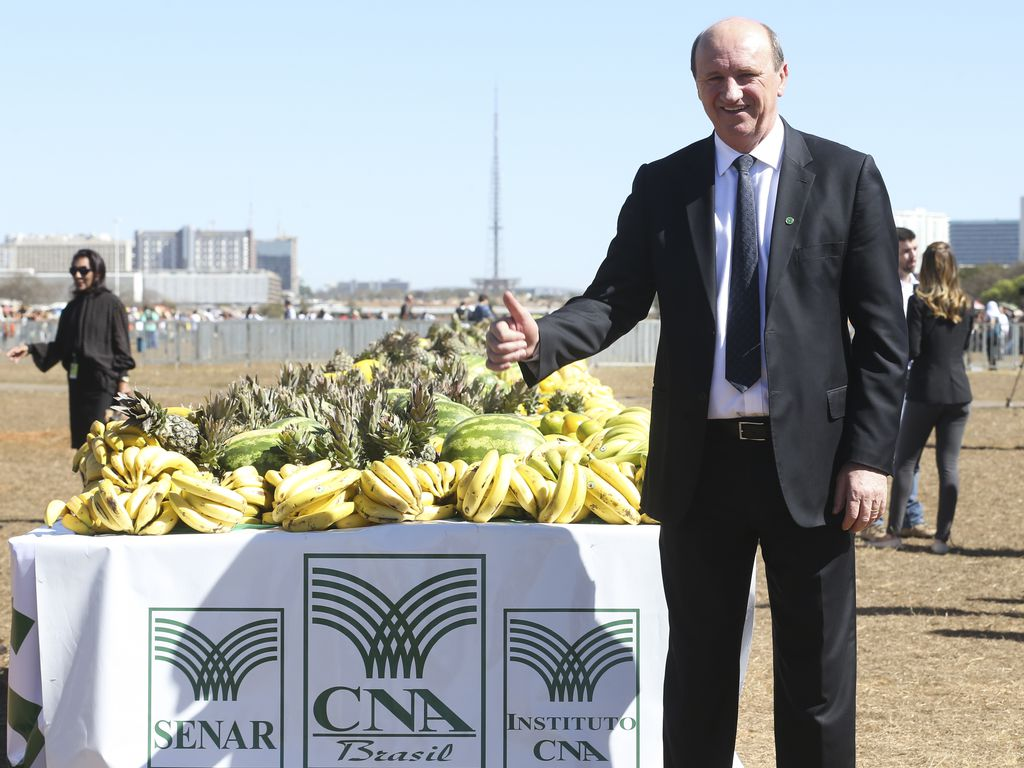
Em Brasília. (Foto: Elza Fiúza/Agência Brasil)

Buscou eleição como deputado federal em 2006, sendo eleito como suplente, exerceu temporariamente após licença da deputada Thelma de Oliveira, parte da estratégia do ex-governador Dante de Oliveira para colocar em destaque aliados regionais. Foi empossado, em 2 de abril de 2007, e retornou a suplência, em 1 de agosto do mesmo ano.
Em 2010, buscou novamente eleição como deputado federal, foi eleito suplente e assumiu por alguns meses após Eliene Lima assumir a Secretaria de Ciência e Tecnologia do Mato Grosso.
Nas eleições de 2018, foi eleito deputado federal pelo seu estado  com 73 072 votos, parte da coligação "A Força da União IV" (PRB / PP / PTB / PT / PMN / PODE / PROS / PR). Assumiu a vice-presidência na Comissão de Meio Ambiente e Desenvolvimento Sustentável, além de ser titular da Comissão da Agricultura, Pecuária e Desenvolvimento Rural e suplente da Comissão de Desenvolvimento Econômico, Indústria, Comércio e Serviços (CICS).
Ao longo de seu mandato, teve participação ativa em diversas frentes presentes no Congresso Nacional, tais como a Frente Parlamentar Mista em Defesa do Consumidor, Frente Parlamentar pelo Desenvolvimento da Agroecologia e Produção Orgânica, Frente Parlamentar em Apoio ao Produtor de Leite e a Frente Parlamentar da Agropecuária (FPA), sendo seu atual vice presidente, juntamente com Zequinha Marinho (Senado).
Em 9 de novembro de 2018, foi preso pela Polícia Federal na Operação Capitu, um desdobramento da Operação Lava Jato, sendo liberado logo após habeas corpus concedido pelo Superior Tribunal de Justiça (STJ), a partir da constatação de ausência de necessidade de prisão preventiva e constatação de “excesso nas ordens de prisões”  na respectiva operação.
Atualmente, é coordenador da bancada federal de Mato Grosso no Congresso Nacional.
Foi relator do projeto de lei 337/22, que propõe alteração nos estados presentes no âmbito da Amazônia Legal, bem como foi o relator da lei de licenciamento geral, que consolida e flexibiliza a legislação de licenciamento ambiental. O novo marco ambiental (PL3.729/2004) retirou a necessidade de licença ambiental obras de saneamento básico, de manutenção em estradas e portos, de distribuição de energia elétrica com baixa tensão ou obras que sejam consideradas de porte insignificante pela autoridade licenciadora.
Nas eleições de 2022, seria candidato ao Senado Federal, na chapa da atual primeira-dama de Cuiabá, Márcia Pinheiro.
Em 23 de agosto, o Tribunal Superior Eleitoral (TSE), acatando pedido do Ministério Público Eleitoral (MPE), em decisão unânime, cassou o mandato de deputado federal e, ao torná-lo inelegível por oito anos, também cassou a candidatura ao Senado.
Em 2025, se filiou ao Republicanos.